# 선영 (가수)
선영(본명: 임선영, 한국 한자: 林善永, (1981년 7월 23일 ~)은 대한민국의 가수이자 퍼품멤버이다. 지금현재 샐리스도넛에서 근무하고 있다.

## 학력
- 1999년 ~ 2006년 동덕여자대학교 방송연예학과 (졸업)

## 앨범
- 2009년 하늘만 허락한 사랑
- 2007년 Move it
- 2007년 사랑이 변하니
- 2007년 Slow ＆ Quick
- 2007년 One sweet day
- 2007년 사과
- 2007년 거짓말이라도
- 2007년 하늘만 허락한 사랑
- 2007년 꽃잠
- 2007년 Fly to the sky
- 2007년 고백
- 2007년 못된 습관
- 2005년 It's Alright
- 2005년 만월
- 2005년 Don't Cry
- 2005년 야심